# 黑头鳾
黑头鳾（学名：Sitta villosa）为鳾科鳾属的鸟类，俗名贴树皮、桦木炭儿、松树儿。分布于朝鲜以及中国大陆的东北、青海、甘肃、宁夏、陕西、山西、河北等地，多生活于寒温带低山至亚高山的针叶林或混交林带。该物种的模式产地在北京以北。

## 亚种
- 黑头鳾甘肃亚种（学名：Sitta villosa bangsi），是中国的特有物种。分布于甘肃、青海等地。该物种的模式产地在甘肃西北部-南大通山。[3]
- 黑头鳾指名亚种（学名：Sitta villosa villosa）。分布于朝鲜以及中国大陆的东北、辽宁、河北、北京、山西、西抵陕西、宁夏、甘肃等地。该物种的模式产地在北京以北。[4]